# Министарски савјет Скупштине српског народа у Босни и Херцеговини
Скупштина српског народа донијела је на Четвртој сједници, 21. децембра 1991. године, Одлуку о образовању и избору Министарског савјета Скупштине српског народа у Босни и Херцеговини као прве Владе Републике Српске. Министарски савјет су сачињавали предсједник, 18 министара и пет предсједника влада српских аутономних области, који су били његови чланови по положају. За предсједника Министарског савјета изабран је др Миодраг Симовић.

## Састав Министарског савјета
Министарски савјет Скупштине српског народа у Босни и Херцеговини чинили су:
Предсједник Министарског савјета: др Миодраг Симовић.
Министри у Министарском савјету:
- Ранко Николић, министар за правосуђе и управу,
- др Витомир Жепинић, министар за унутрашње послове,
- Љубисав Терзић, министар за народну одбрану,
- Момчило Пејић, министар за финансије,
- проф. др Миливоје Надаждин, министар за пољопривреду, шумарство и водопривреду,
- Велибор Остојић, министар за информације,
- Давид Балабан, министар за питања бораца и инвалида,
- др Владимир Зрелец, министар за привреду,
- др Сава Ћеклић, министар за међународну сарадњу,
- др Љубомир Зуковић, министар за образовање, науку, културу и физичку културу,
- др Татјана Старовић Медан, министар за здравство, рад и социјалну заштиту,
- Стево Борозан, министар за просторно уређење и заштиту околине,
- Недељко Лајић, министар за саобраћај и везе,
- проф. др Бранко Ћерић, министар за развој,
- др Милорад Скоко, министар без ресора,
- Божидар Антић, министар без ресора,
- Јован Чизмовић, министар без ресора,
- Мићо Станишић, министар без ресора.

Чланови Министарског савјет по положају:
- Милорад Бојовић, предсједник Владе САО Источна Херцеговина,
- Анђелко Граховац, предсједник Владе САО Босанска Крајина,
- Драго Благојевић, предсједник Владе САО Романија,
- др Миливоје Кићановић, предсједник Владе САО Семберија,
- Никола Перишић, предсједник Владе САО Сјеверна Босна.